# Дитяча музична школа № 1 імені Миколи Лисенка (Кременчук)
Кременчу́цька дитя́ча музи́чна шко́ла № 1 імені Миколи Лисенка — початковий спеціалізований мистецький навчальний заклад позашкільної освіти (школа естетичного виховання) в Кременчуці.

## Історія
Кременчуцька музична студія була відкрита 7 травня 1920 року. Одним з ініціаторів відкриття був Марк Мойсейович Геліс — надалі — професор, заслужений діяч мистецтв УРСР (1947), засновник і завідувач кафедри народних інструментів Київської консерваторії. На той час було відкрито два класи: гітари та мандоліни.
Менш ніж за рік студія розрослась внаслідок відкриття класів фортепіано, скрипки, віолончелі, вокалу. Тому з 1921 року студію реорганізовано на Кременчуцьку центральну музичну школу. Першим директором став Володимир Федорович Типаков.

Серед перших учнів був і сам Марко Геліс, який пізніше згадував: 
|  | Кременчуцькій музичній школі пощастило в тому, що в її складі працювало багато висококваліфікованих викладачів, які мали дуже хорошу школу. Саме тому Кременчуцька музична школа навіть на початковому етапі роботи дала добру музичну освіту багатьом учням, котрі надалі вибрали музику своєю основною професією. |

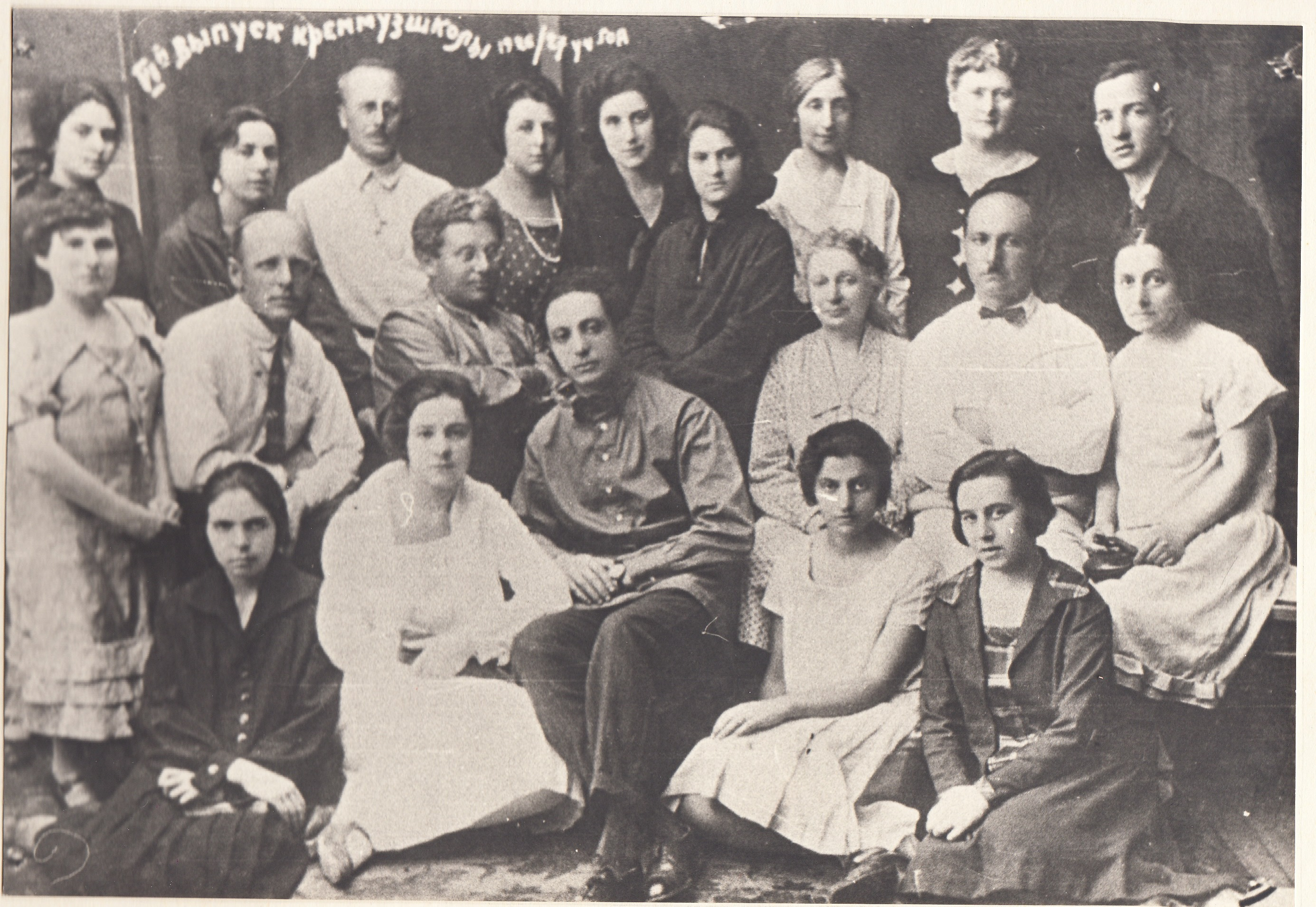
Випуск Кременчуцької музшколи 1926—1927 рр.

Атестат № 1 про закінчення школи отримав випускник вокаліст І. С. Кансбург, який надалі протягом багатьох років був солістом Харківського оперного театру та викладачем Харківської консерваторії.
Пізніше школа була реорганізована в музичний технікум, потім — на школу-десятирічку. У червні 1940 року, до 20-річчя заснування та з нагоди 100-річчя з дня народження Петра Чайковського, школі було присвоєно ім'я композитора.
В період німецької окупації школа не функціонувала. Робота закладу була відновлена у 1944 році за наказом Кременчуцького відділу народної освіти та за особистої ініціативи випускниці школи 1937 року Сиротенко Зінаїди Михайлівни, яка до війни встигла попрацювати завідувачкою навчальної частини школи, а після звільнення Кременчука — музичним працівником дитячого садка на вулиці Переяславській. На той час в школі навчалися 42 учні.
Сиротенко Зінаїда Михайлівна організувала класи фортепіано при школі № 3 та у приватному будинку на Піщаній горі. Пізніше заняття перемістилися в класи будинку біля заводу шляхових машин ім. Сталіна та в 125-квартирний будинок на розі сучасних вулиць Соборної та Покровської.
Зараз Кременчуцька дитяча музична школа № 1 розташована у колишній будівлі Народного Семикомплексного початкового училища, де пізніше була школа № 1, яку закінчив Герой Радянського Союзу Петро Приходько. Ця будівля є об'єктом культурної спадщини (пам'яткою архітектури).
У серпні 2024 рокі музичній школі присвоєно ім'я Миколи Лисенка.

## Директори
- Типаков Володимир Федорович
- Етман Ізраїль Михайлович
- Сулімов Микола Гнатович
- Бездєльний Олександр Павлович
- Лупа Микола Макарович
- Терещенко Василь Васильович

## Випускники
- Банщиков Геннадій Іванович — російський композитор, заслужений діяч мистецтв Росії.
- Вайсбурд Яків Ісайович — радянський композитор.
- Геліс Марко Мойсейович — український музичний педагог, заслужений діяч мистецтв УРСР.
- Горюнович Сергій Панасович — український джазовий піаніст-імпровізатор та композитор, член Національної Спілки композиторів України.
- Грінченко Сергій Степанович — український баяніст, народний артист України, володар Гран-прі Міжнародного конкурсу баяністів імені М. І. Різоля.
- Жеребкер Михайло Львович — киргизький скрипаль, заслужений артист Киргизстану.
- Межибовський Михайло Наумович — заслужений учитель України.
- Мілютін Борис Семенович — молдавський диригент й педагог, заслужений діяч мистецтв Молдавської РСР, народний артист Молдавської РСР.
- Шостак Микола Григорович — заслужений артист України, соліст Київського оперного театру.